# 장수향교 대성전
장수향교 대성전(長水鄕校 大成殿)은 대한민국 전북특별자치도 장수군 장수읍에 있는 조선시대의 건축물이다. 1963년 1월 21일 대한민국의 보물 제272호로 지정되었다.

## 개요
장수향교는 조선 태종 7년(1407)에 덕행이 훌륭한 사람들을 모셔 제사 지내고 지방민의 교육을 위해 나라에서 세운 지방교육기관이다. 지금의 자리로 옮긴 것은 숙종 12년(1686)때의 일이다.
대성전은 공자를 비롯하여 여러 성현께 제사지내기 위한 공간으로 앞면 3칸·옆면 3칸 크기이다. 지붕은 옆면에서 볼 때 사람 인(人)자 모양을 한 맞배지붕이며, 건물의 크기는 별로 크지 않고 앞면 가운데에는 여닫이문을 달았다. 오른쪽과 왼쪽 칸에도 같은 형식의 문짝 1개씩을 달았는데 그 옆에는 우물 정(井)자 모양의 창을 달았다. 지붕 처마를 받치고 있는 장식구조의 겉모양을 화려하게 꾸몄는데, 이러한 장식은 조선 중기 이후 건축의 특징적인 요소이다.
장수 향교는 임진왜란 때에도 잘 보존되어 조선 전기 향교의 형태를 잘 알 수 있다. 이곳에서 보관하고 있는 서적은 지방 향토사 연구에 귀중한 자료가 되고 있으며, 특히 대성전은 조선시대 향교 건축의 대표 건물 중 하나이다.

## 현지 안내문

### 국문 설명
장수향교 대성전
보물 제272호
장수향교는 조선 초기에 유학을 보급하려는 국가 정책에 따라 건립되었다. 원래 태종 7년(1407)에 선창리(당곡)에 처음 지었으나, 땅이 습하다는 이유로 숙종 12년 (1686년)에 지금의 장소로 건물을 옮겼다.
장수향교 대성전은 장수향교*에서 가장 중요한 건물이다. 장수향교는 조선 전기 향교**건축물의 건축 양식을 그대로 간직하고 있을 뿐만 아니라. 역사적 · 학술적으로도 중요한 가치가 있다. 대성전에는 공자를 비롯한 중국과 우리나라 유학자들의 위패가 모셔져 있다.
대부분의 향교는 임진왜란과 정유재란 때 소실되었지만, 장수향교는 향교를 지키던 노비 정경손이 필사적으로 지켜냄으로써 우리나라에서 가장 오래된 향교 건물로 남아 있게 되었다.
- 향교는 고려와 조선시대에 향촌을 교화하고 인재를 양성할 목적으로 지방에 세운 국립 학교이다. 이곳에서는 훌륭한 유학자들의 위패를 모시고 봄과 가을마다 이들을 추모하는 제사를 지낸다. 또한 유교 경전을 읽고 해석하는 방법과 시문을 짓는 방법을 가르쳤다.

### 영문 설명
Daeseongjeon Shrine of Jangsuhyanggyo Local Confucian School
Treasure No. 272
Daeseongjeon is a shrine located within a local Confucian school housing the spirit tablets of Confucian sages and men of virtue. Local Confucian schools, called hyanggyo in Korean, are public education institutions established nationwide in the Goryeo (918-1392) and Joseon (1392-1910) periods to function as local shrines for Confucius and other sages and to promote Confucian education and nurture elites in local districts.
Jangsuhyanggyo Local Confucian School was first established in 1407. Most of the local Confucian schools throughout the country were destroyed during the Japanese invasions of 1592-1598. However, this school survived thanks to the courageous efforts of a servant named Jeong Gyeong-son. In front of the main gate of this school, a stele honoring Jeong is housed in a pavilion.
This building is the oldest local Confucian school building in Korea. Originally, it was built in Seonchang-ri, but was moved to the current location in 1686.

## 참고 자료
- 장수향교 대성전 - 국가유산청 국가유산포털